# Dolní Albeřice
Dolní Albeřice (německy Nieder Albendorf) je vesnice, část obce Horní Maršov v okrese Trutnov. Nachází se asi 2,5 km na severovýchod od Horního Maršova. V roce 2009 zde bylo evidováno 57 adres. V roce 2001 zde trvale žilo 42 obyvatel.
Dolní Albeřice je také název katastrálního území o rozloze 3,18 km2.Dolní Albeřice leží v katastrálním území Suchý Důl v Krkonoších o rozloze 1,79 km2.

## Historie
První písemná zmínka o obci pochází z roku 1297.

## Pamětihodnosti
- Venkovské domy čp. 4, 11, 37
- kříž

## Galerie

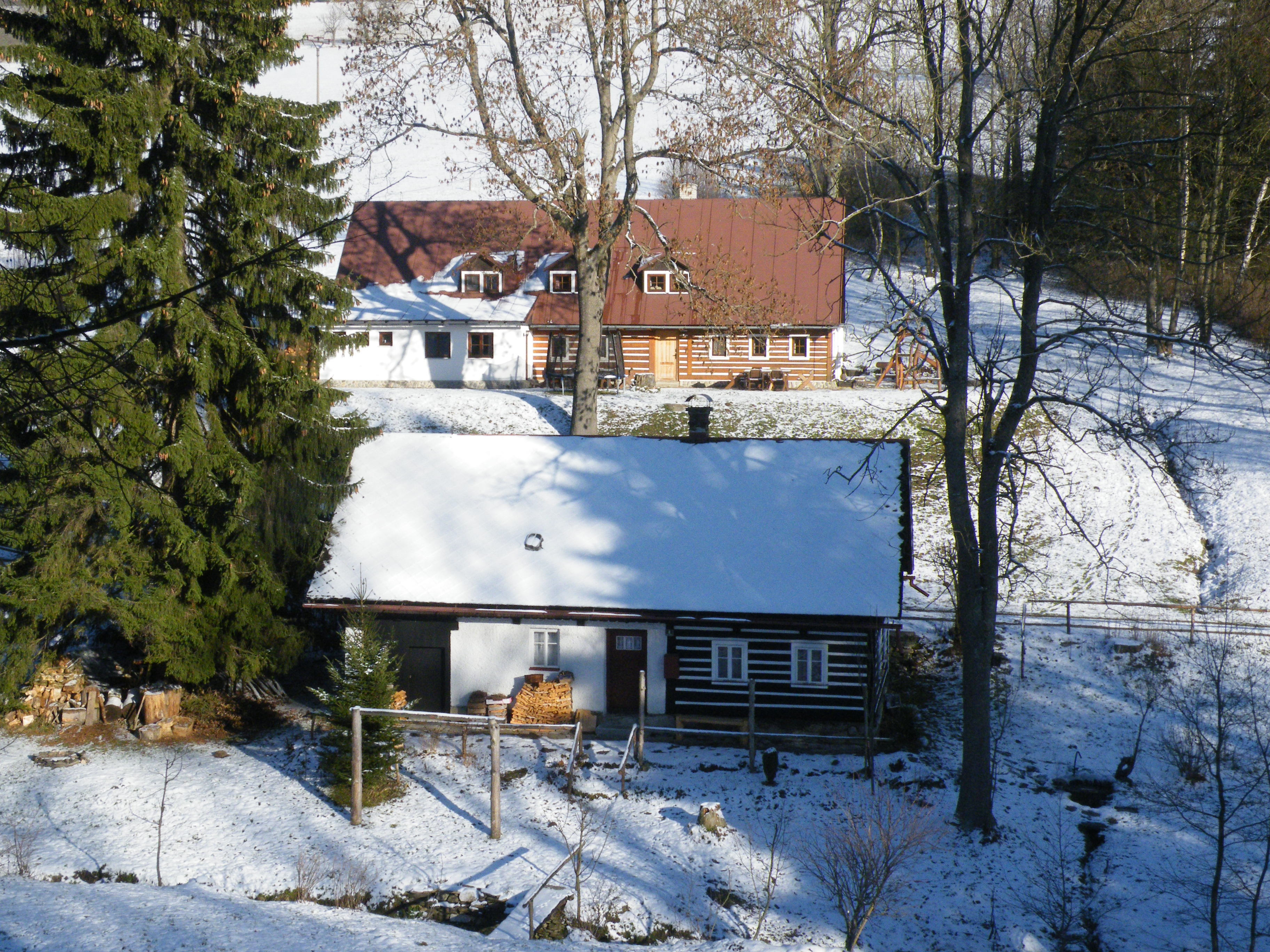
chalupy
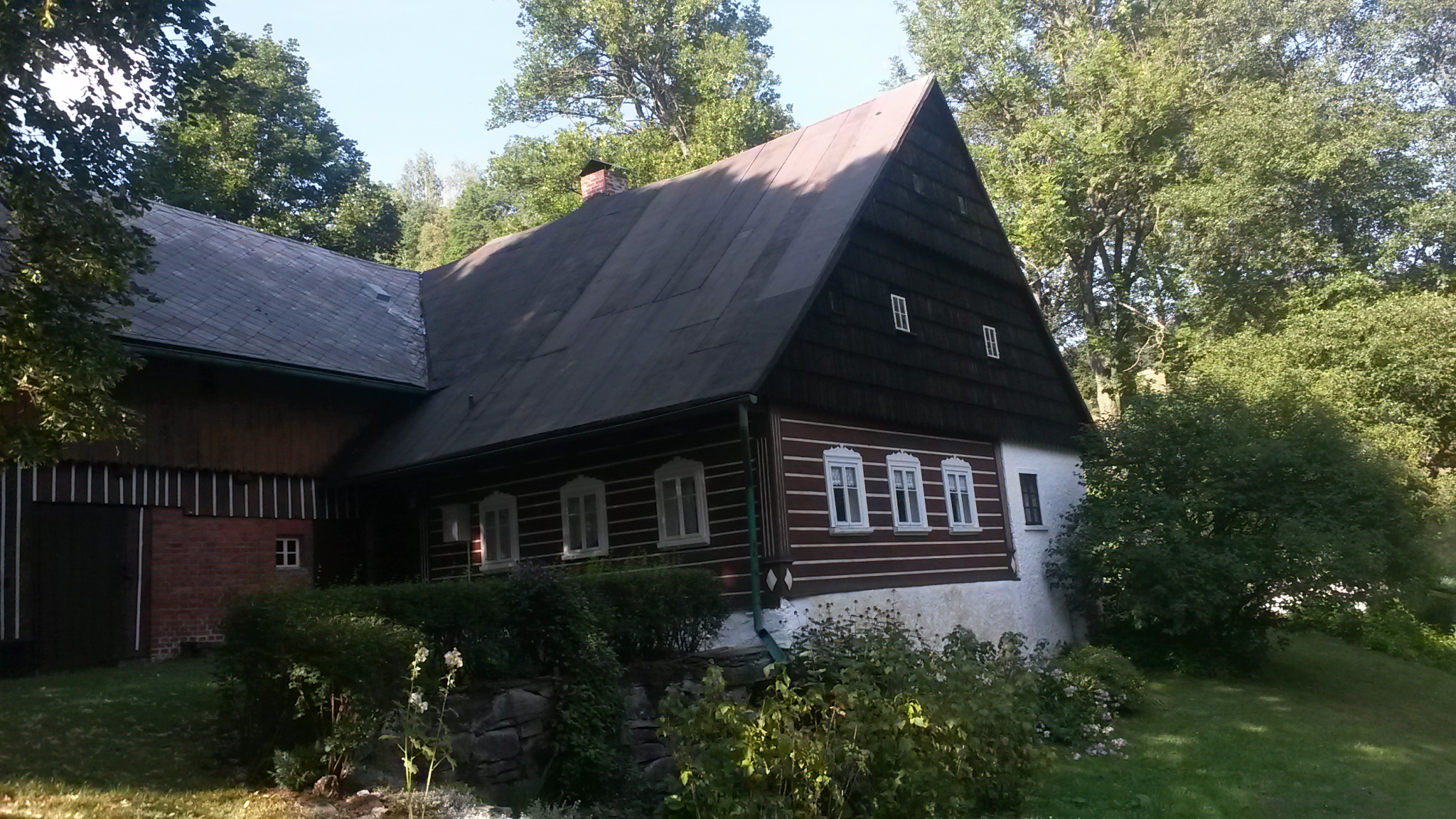
usedlost čp. 11
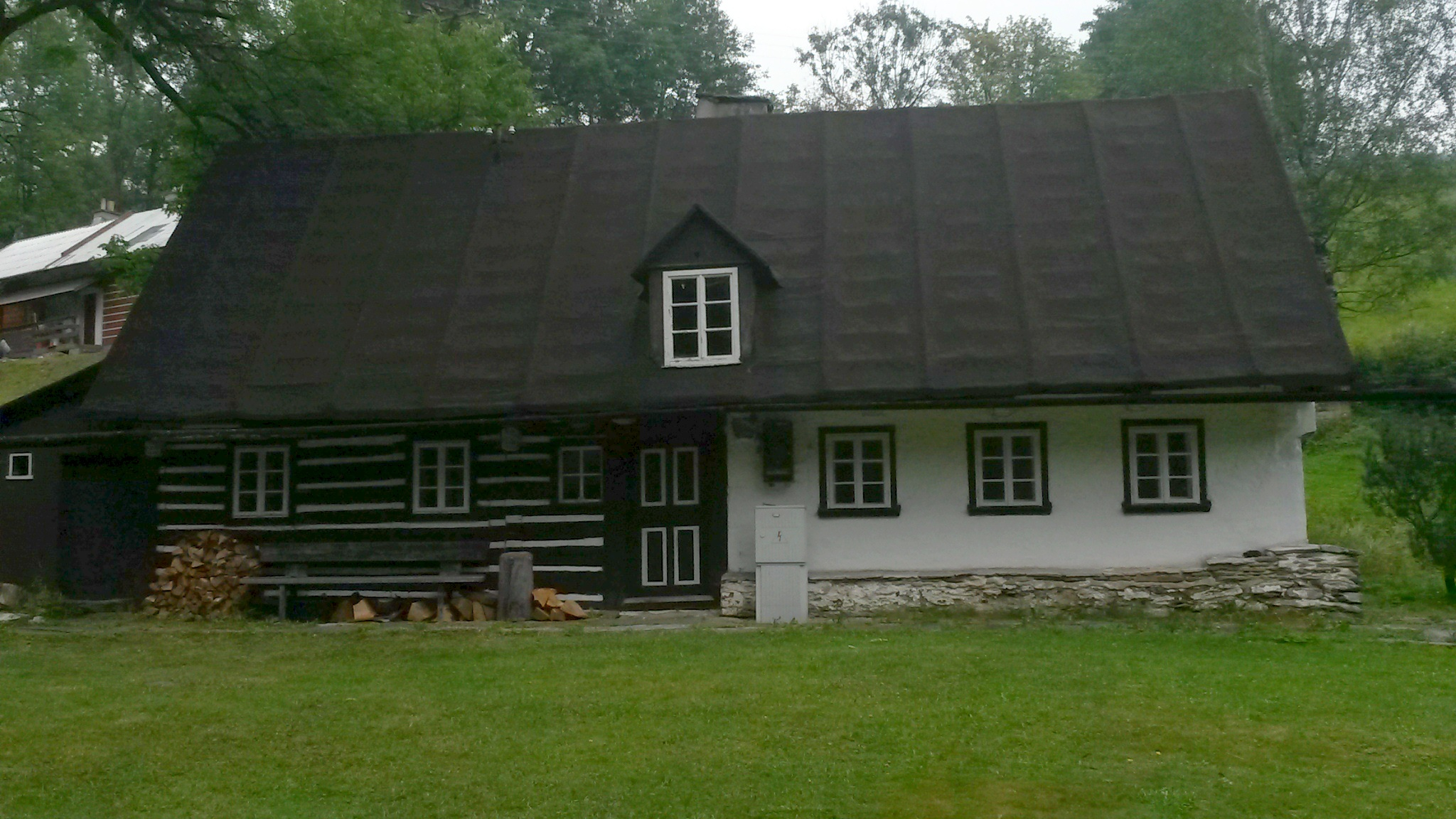
usedlost čp. 37
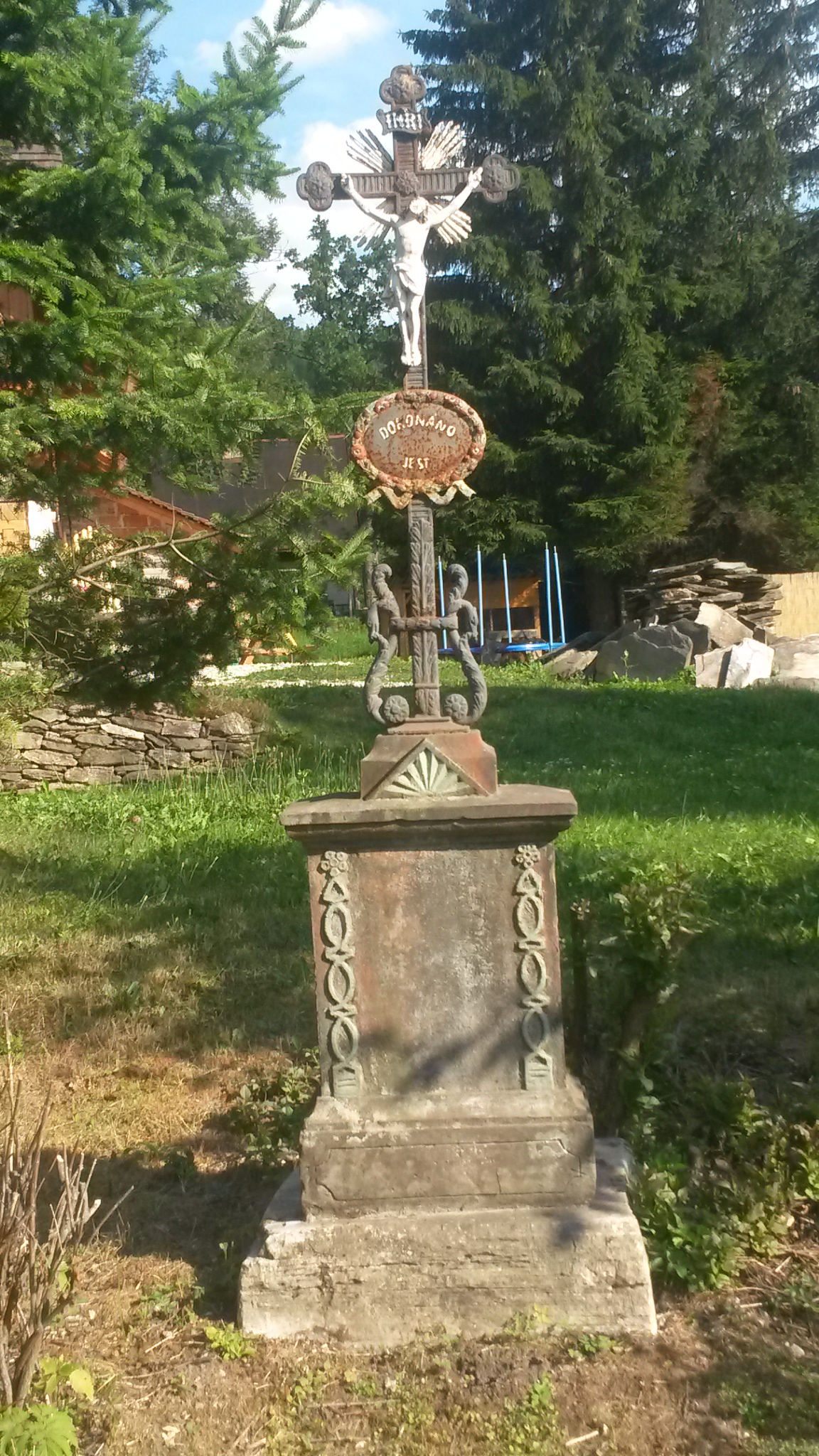
kříž
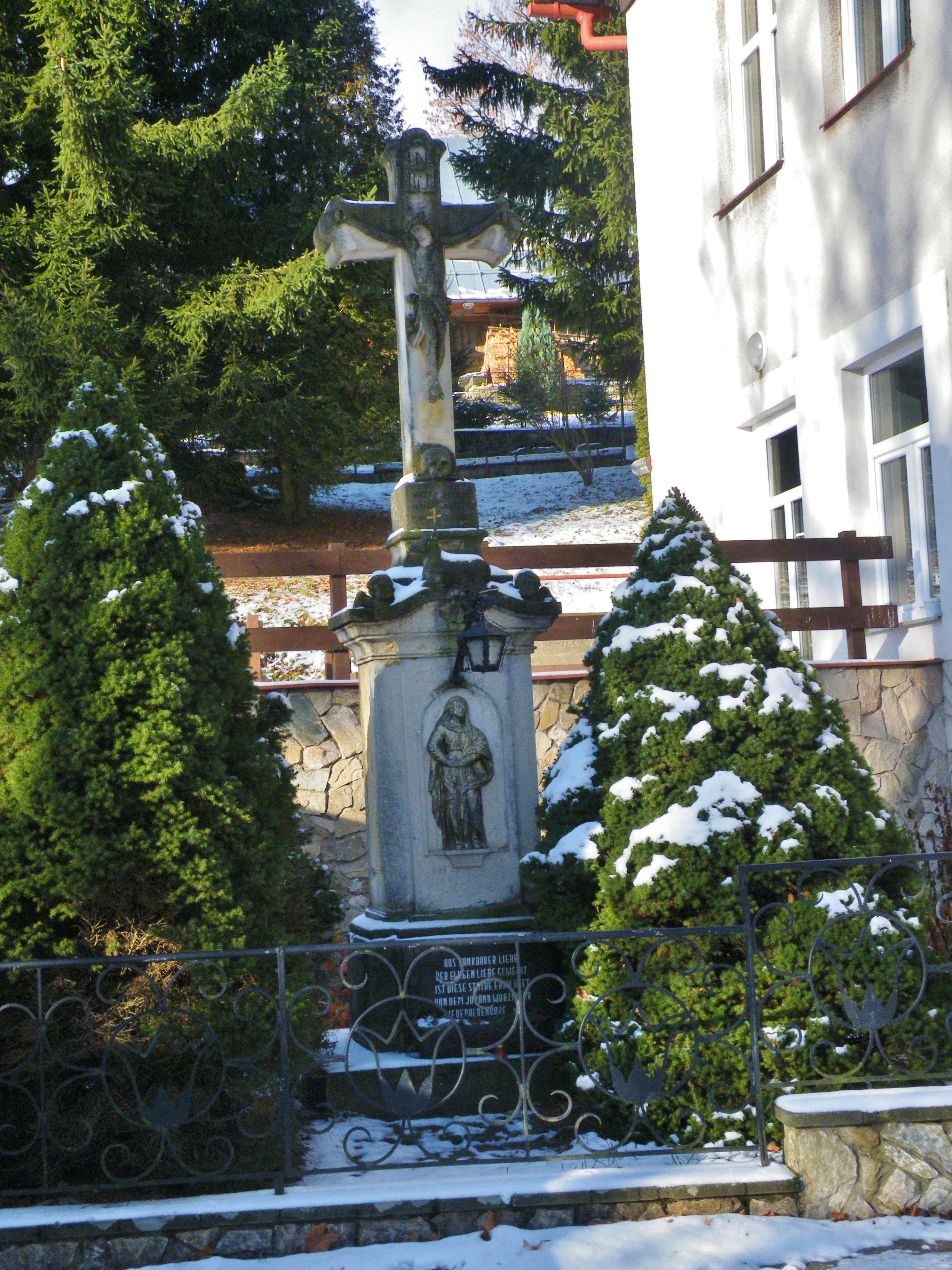
kříž u čp. 1